# Langrolay-sur-Rance
Langrolay-sur-Rance (bretonisch Langorlae) ist eine französische Gemeinde mit 992 Einwohnern (Stand 1. Januar 2022) im Département Côtes-d’Armor in der Region Bretagne. Sie gehört zum Arrondissement Dinan und zum Kanton Pleslin-Trigavou. Die Bewohner nennen sich Langrolaisiens/Langrolaisiennes.

## Geografie
Langrolay-sur-Rance liegt am aufgestauten Mündungstrichter der Rance, etwa neun Kilometer südlich von Saint-Malo ganz im Nordosten des Départements Côtes-d’Armor.

## Geschichte
Gegründet als Einsiedelei eines Gourlae wuchs diese in den folgenden Jahrhunderten zu einem Ort heran. Die Gemeinde gehörte von 1793 bis 1801 zum Distrikt Dinan. Seit 1801 ist sie Teil des Arrondissements Dinan. Bis 1970 trug sie den Namen Langrolay. Von 1973 bis 1983 war Langrolay-sur-Rance in die Plouër-sur-Rance eingegliedert. 

## Bevölkerungsentwicklung
| Jahr                       | 1962 | 1968 | 1990 | 1999 | 2006 | 2012 | 2019 |
| Einwohner                  | 484  | 464  | 584  | 679  | 831  | 841  | 958  |
| Quellen: Cassini und INSEE |      |      |      |      |      |      |      |

## Sehenswürdigkeiten
- Schloss Château de Beauchêne/Beauchesne, erbaut 1698 bis 1701 (Monument historique)
- Kirche Saint-Laurent aus dem Jahr 1706, mit Kreuz
- zwei Kreuze in La Ville-Daniou (16. und 17. Jahrhundert)
- Kreuz Boissière im Weiler Ville-Chevalier
- Windmühle nahe der Rance
- Wassermühle in Les Rochettes
- la Voute, eine kleine Brücke mit einem Portal aus dem Jahr 1659
- la grève de Morlet, Uferpartie an der Rance

Quelle:

## Persönlichkeiten
- Yves Ravaleu (1945–2003), Radrennfahrer